# Заяц-слуга
«Заяц-слуга» — российский кукольный мультфильм 2007 года, созданный на студии «Пилот». Режиссёр Елена Чернова создала его по мотивам татарской народной сказки. Аналогичный сюжет есть в фольклоре греков, казахов, крымских татар, туркменов (у туркменов и казахов он входит в цикл анекдотов и сказок про Алдаркосе, а у крымских татар главный протагонист сказки в пересказе Михаила Булатова -  Ходжа Насреддин.)
Мультфильм входит в цикл «Гора самоцветов». В начале мультфильма — пластилиновая заставка «Мы живём в России — город Казань».
Премьера состоялась на вечере «Самоцветы ЖЖгут» 20 июня 2007 года.

## Сюжет
В одной деревне, а может на окраине города, жил Хаким с женой Фатимой. В один несчастный день сгорел у них дом. Успел Хаким лишь гармошку вынести. Пошёл Хаким к богатым соседям за помощью, но те только посмеялись над ним. Тогда Хаким задумался и велел жене сшить ему костюм зайца. Сильно удивилась жена, но сшила. Оделся Хаким, пошёл в лес и поймал там двух зайцев. Принёс их домой и велел жене приготовить обед, а когда гости придут сказать: «Что же вы так замешкались, наш слуга давно уже прибежал и приказ передал!» Посадил Хаким одного зайца в сгоревший дом, а второго взял с собой и пошёл к богатым соседям. Пригласил Хаким их на обед, а богатеи смеются глядя на его заячий костюм. А он и говорит: «Это модный костюм, чтобы иметь зайца-слугу. Так вот, мой верный слуга, поспеши и передай моей жене, пусть приготовит на обед плов, беляши и чай с мёдом.» И отпустил зайца, тот и убежал. Удивились соседи и пошли в гости к Хакиму. Пришли, а Фатима и говорит: «Что же вы так задержались гости дорогие, давно вас жду. Наш слуга прибежал и приказ передал.» Хаким жене рукой махнул, она в сарай пошла и давай на гармошке играть. Гости пристали к Хакиму, чтобы показал зайца-слугу. Хаким дверь открыл, и верно, заяц возле гармошки сидит, а Фатима уже с посудой возится. И захотели богатые гости зайца-слугу и костюм заячий. Самый богатый мешочек золота не пожалел. Хаким и согласился. Богатей надел заячий костюм, схватил зайца за уши и закричал: «А, заяц, теперь ты мой слуга. Приглашаю вас на пир. Эй, заяц, беги ко мне домой и скажи моей жене, чтобы приготовила ужин.» Отпустил зайца, тот и ускакал. Привёл богатей гостей к себе домой, а жена ничего не знает. Богатей кричит Хакиму: «Ты меня обманул!» А Хаким и говорит: «Ты сам себя обманул! Вспомни, ты зайцу приказ отдал, а где живёшь не сказал. Заяц — зверь очень нежный, а ты стал трясти его и орать.» Бай не нашёлся, как возразить Хакиму, и замолчал. А Хаким пошёл домой, взял морковки и отнёс в лес — зайцев угостил.

## Создатели
| Сценарий                              | Александр Татарский, Эдуард Назаров |
| Режиссёр                              | Елена Чернова |
| Художник-постановщик                  | Валентин Телегин |
| Звукорежиссёры                        | Елена Николаева, Сергей Алмаев |
| Звукооператор                         | Валерий Мустафин |
| Гармонист                             | Виль Галеев |
| Над фильмом работали:                 | - Андрей Пучнин - Оксана Фомушкина - Мария Кулланда - Марис Бринкманис - Петрис Трупс - Алексей Ганков - Наташа Полетаева               |
| Директор картины                      | Игорь Гелашвили |
| Продюсер                              | Ирина Капличная |
| Над пластилиновой заставкой работали: | - Александр Татарский - Серафим Чёрный - Валентин Телегин - Лев Землинский - Александр Леньков - Сергей Василенко - Александра Левицкая |
| Художественный совет проекта:         | Александр Татарский, Эдуард Назаров, Михаил Алдашин, Валентин Телегин, Георгий Заколодяжный                                             |
| Руководитель проекта                  | Александр Татарский |
| Генеральный продюсер проекта          | Игорь Гелашвили |

## Роли озвучивали
- Наиль Дунаев
- Эльмира Галеева
- Ильтазар Мухаматгалиев
- Рамиль Вазиев
- Ирек Багманов
- Зельфира Зарипова
- Александр Пожаров

## Награды
- 2008 — Премия «Золотой орёл» за лучший анимационный фильм — «Гора самоцветов». Лауреатами премии стала группа режиссёров студии «Пилот»: Инга Коржнева («Крошечка-Хаврошечка»), Сергей Меринов («Куйгорож»), Елена Чернова («Заяц-слуга»), Марина Карпова («Медвежьи истории»), Леон Эстрин («Чепоги»)[2].